# Samsung Galaxy Z Fold6
Das Samsung Galaxy Z Fold6 ist ein faltbares Smartphone des südkoreanischen Herstellers Samsung Electronics. Das Foldable wurde beim Galaxy Unpacked Event am 10. Juli 2024 in Paris vorgestellt.

## Design
Das Design des Samsung Galaxy Z Fold6 ist sehr ähnlich zu dem des Vorgängers. Insgesamt ist das Foldable nochmals kantiger gestaltet geworden. Eine weitere Neuerung besteht darin, dass der Rahmen nun aus mattem Aluminium besteht. Das Galaxy Z Fold6 ist um 1,3 mm schlanker als das Galaxy Z Fold5 und auch das Gewicht konnte um 32 Gramm verringert werden.
Samsung bietet das Galaxy Z Fold6 im Handel in den Farben Silver Shadow (Silber), Pink und Navy (Dunkelblau) an; exklusiv online sind zudem die Farben White (Weiß) und Crafted Black (Schwarz) erhältlich.

## Technische Daten
Das Samsung Galaxy Z Fold6 verfügt über ein 6,3 Zoll/15,81 cm großes Dynamic AMOLED-Display auf der Außenseite mit einer Auflösung von 2376 × 968 Pixel (410 PPI), einer Bildwiederholrate von 120 Hertz und 16 Mio. Farben.
Im Inneren des Foldables befindet sich dann das faltbare 7,6 Zoll/19,25 cm große Dynamic AMOLED-Display, das mit 2.160 × 1.856 Pixel (374 PPI) auflöst, ebenfalls mit einer Bildwiederholrate von 120 Hertz und 16 Mio. Farben.
Das Kameraelement des Z Fold6 besteht aus einer Haupt-, einer Ultraweit- und einer Telekamera,
die 50-Megapixel-Hauptkamera verfügt über eine f/1.8-Blende, Pixelgröße von 1,0 µm, einem Aufnahmewinkel von 85°, einem Dual-Pixel-Autofokus sowie eine optische Bildstabilisierung.
Die 12-Megapixel Ultraweitwinkelkamera erscheint mit einer f/2.2-Blende, einer Pixelgröße von 1,12 µm und einem Aufnahmewinkel von 123°, das Teleobjektiv ist 10 Megapixel groß und hat eine f/2.4-Blende, einer 1,0 µm, einem PDAF und Optische Bildstabilisierung, die Kamera ermöglicht 3-fach optischen Zoom sowie 30-fachen Digitalzoom. Das Galaxy Z Fold6 kann Videos mit einer maximalen Auflösung von UHD 8K (7.680 × 4.320 Pixel) @30fps aufnehmen, Slow-Motion ist mit 240 fps @FHD, 120 fps @FHD sowie 120 fps @UHD möglich.
Auf dem Außendisplay befindet sich eine Frontkamera mit einer Auflösung von 10 Megapixel, einer f/2.2-Blende, einer Pixelgröße von 2,0 µm und einem 85°-Aufnahmewinkel, eine weitere Kamera verbaut Samsung unter dem Innendisplay, diese löst mit 4 Megapixel auf, und verfügt über eine f/1.8-Blende, ebenfalls einer Pixelgröße von 2,0 µm und einem Aufnahmewinkel von 85°.
Das Samsung Galaxy Z Fold6 verfügt über den Flaggschiffprozessor Qualcomm Snapdragon 8 Gen 3, als Grafikchip kommt die Adern 750 zum Einsatz. Das Foldable erscheint mit 12 GB Arbeitsspeicher, beim internen Speicher kann zwischen 256, 512 GB sowie 1 TB gewählt werden.
Der Akku des Z Fold6 bleibt mit einer Kapazität von 4.400 mAh gleich groß im Vergleich zum Vorgänger, geladen werden kann dieser kabelgebunden mit 25 Watt, kabelloses Laden sowie Reverse Wireless Charging sind möglich.
Das Samsung Galaxy Z Fold6 verfügt des Weiteren über Dual-SIM, Bluetooth 5.3, NFC, USB-Typ C 3.2 Gen1, unterstützt WiFi 6E sowie den Mobilfunkstandard 5G und ist jetzt nach IP48-zertifiziert. Ein Fingerabdrucksensor befindet sich in der Funktionstaste an der Seite, auch unterstützt das Foldable den Stylus S-Pen.
Das Samsung Galaxy Z Fold6 erscheint bei Marktstart mit Android 14 sowie Samsungs Benutzeroberfläche One UI 6.1.1.
Kritikpunkte sind die noch immer unhandliche Format des Foldables sowie die vergleichsweise niedrige Ladegeschwindigkeit von 25 Watt.

## Preise und Verfügbarkeit
Das Samsung Galaxy Z Fold6 war seit dem 10. Juli 2024 vorbestellbar und ist ab dem 24. Juli 2024 im Handel erhältlich. Im Vergleich zur Vorgängergeneration wurden die Preise jeweils um 100 € erhöht.
| Modell         | Speicher | 10. Juli 2024 |
| -------------- | -------- | ------------- |
| Galaxy Z Fold6 | 256 GB   | 1.999 €       |
| Galaxy Z Fold6 | 512 GB   | 2.119 €       |
| Galaxy Z Fold6 | 1 TB     | 2.359 €       |